# 花岡正人
花岡 正人（はなおか まさと、1983年9月25日 - 2019年）は、日本のスキージャンプ選手。群馬県立嬬恋高等学校を卒業し、専修大学法学部に進学。

## 戦歴
2000年、第11回全日本ジュニアスキー選手権大会スペシャルジャンプ競技に出場し188.5点をマークするなどして注目を集める。
2001年の第10回朝日町全日本サマーコンバインド大会では、専門外のノルディック複合でありながら8位に入った。
2003年、第24回朝日町全日本サマージャンプ大会では4位。
2004年、第4回全日本学生サマージャンプ＆コンバインド大会(コンバインド1部)3位。全日本スキー連盟公認第16回塩沢ジャンプ大会スペシャルジャンプに出場し、1回目84メートル、2回目83.5メートルのビッグジャンプを連発し、261.0点という高得点をマークして優勝。第59回国民体育大会冬季大会スキー競技会(山形もがみ国体)スペシャルジャンプ成年男子Aでは4位となった。
しかし、2006年の全日本インカレでは8位に終わった。